# Zenon Klemensiewicz
Zenon Ludwik Klemensiewicz (ur. 2 września lub 2 listopada 1891 w Tarnowie, zm. 2 kwietnia 1969 w Zawoi-Podpolicach) – polski językoznawca, profesor Uniwersytetu Jagiellońskiego, członek Polskiej Akademii Umiejętności i Polskiej Akademii Nauk.

## Życiorys
Był synem Ignacego (urzędnika) i Kamili z Rożanowiczów. W latach 1901–1909 uczęszczał do gimnazjum w Nowym Sączu, następnie (do 1914) studiował na Uniwersytecie Jagiellońskim językoznawstwo i historię literatury, m.in. u Ignacego Chrzanowskiego, Józefa Kallenbacha, Jana Łosia, Jana Michała Rozwadowskiego; w późniejszym czasie uzupełniał studia na uniwersytetach we Fryburgu Bryzgowijskim i Paryżu (1926–1927). W czasie I wojny światowej służył w armii austriackiej na frontach rosyjskim i włoskim. W latach 1918–1921 był oficerem Wojska Polskiego. W 1919 rozpoczął pracę jako profesor języka polskiego w Gimnazjum im. Sobieskiego w Krakowie (do 1939). Od 1923 współpracował z Uniwersytetem Jagiellońskim, prowadząc wykłady z dydaktyki języka polskiego; na podstawie pracy Orzecznik przy formach osobowych słowa „być” doktoryzował się na tej uczelni w 1925. Analogiczne wykłady prowadził również w Państwowym Pedagogium w Krakowie (1928–1931) i Instytucie Pedagogicznym w Katowicach (1928–1932). W 1930 uzyskał na UJ habilitację z języka polskiego (po przedstawieniu rozprawy Liczebnik główny w polszczyźnie literackiej. Historia formy i składni), a w 1933 habilitację z dydaktyki języka polskiego. W 1939 został najpierw profesorem tytularnym, a wkrótce profesorem zwyczajnym UJ (w Katedrze Języka Polskiego).
Jako oficer rezerwy brał udział w kampanii wrześniowej, później uczestniczył w tajnym nauczaniu uniwersyteckim. W 1945 powrócił do pracy na UJ, w latach 1947–1952 kierował Katedrą Języka Polskiego, w roku akademickim 1947/1948 był dziekanem Wydziału Humanistycznego; przeszedł na emeryturę w 1961. Był związany także z innymi jednostkami naukowymi – Pracownią Słownika Polskiego XVI Wieku Instytutu Badań Literackich PAN (1953–1961), Pracownią Słownika Staropolskiego PAN (1956–1958 kierownik), Zakładem Językoznawstwa PAN w Krakowie (1958–1961 kierownik, 1958–1960 kierownik Pracowni Historii Języka Polskiego, 1960–1961 kierownik Pracowni Składni Historycznej), Ośrodkiem Badań Prasoznawczych w Krakowie (od 1961 kierownik Pracowni Językoznawczej, od 1965 przewodniczący Rady Naukowej). W latach 1945–1948 przewodniczył Sekcji Szkół Wyższych i Instytutów Naukowych Związku Nauczycielstwa Polskiego.
W 1946 został powołany na członka korespondenta Polskiej Akademii Umiejętności. Od 1954 był członkiem korespondentem, a od 1961 członkiem rzeczywistym Polskiej Akademii Nauk, w latach 1966–1971 zasiadał w Prezydium PAN, był członkiem władz Oddziału PAN w Krakowie (1957–1965 wiceprzewodniczący, od 1965 przewodniczący) oraz wiceprzewodniczącym Komitetu Językoznawstwa PAN (od 1961). Należał ponadto m.in. do Towarzystwa Miłośników Języka Polskiego (1923–1949 sekretarz, od 1959 prezes) i Polskiego Towarzystwa Językoznawczego (1925 członek założyciel, 1938–1949 sekretarz, 1950–1956 prezes); w latach 1958–1969 był redaktorem naczelnym czasopisma Język Polski, był wiceprezesem Związku Nauczycielstwa Polskiego. Wspólnie z Julianem Aleksandrowiczem, Walerym Goetlem, Romanem Ingardenem i Antonim Kępińskim zakładał pod koniec lat 50. Krakowskie Towarzystwo Higieny Psychicznej. Został odznaczony m.in. Złotym Krzyżem Zasługi (1937), Krzyżem Kawalerskim Orderu Odrodzenia Polski (1954), bułgarskim Orderem Cyryla i Metodego, Medalem KEN (1967), tytułem Zasłużonego Nauczyciela PRL.
Zginął w katastrofie lotniczej pod Policą. Został pochowany na cmentarzu Rakowickim w Krakowie, (kwatera M, rząd płn, miejsce 15).

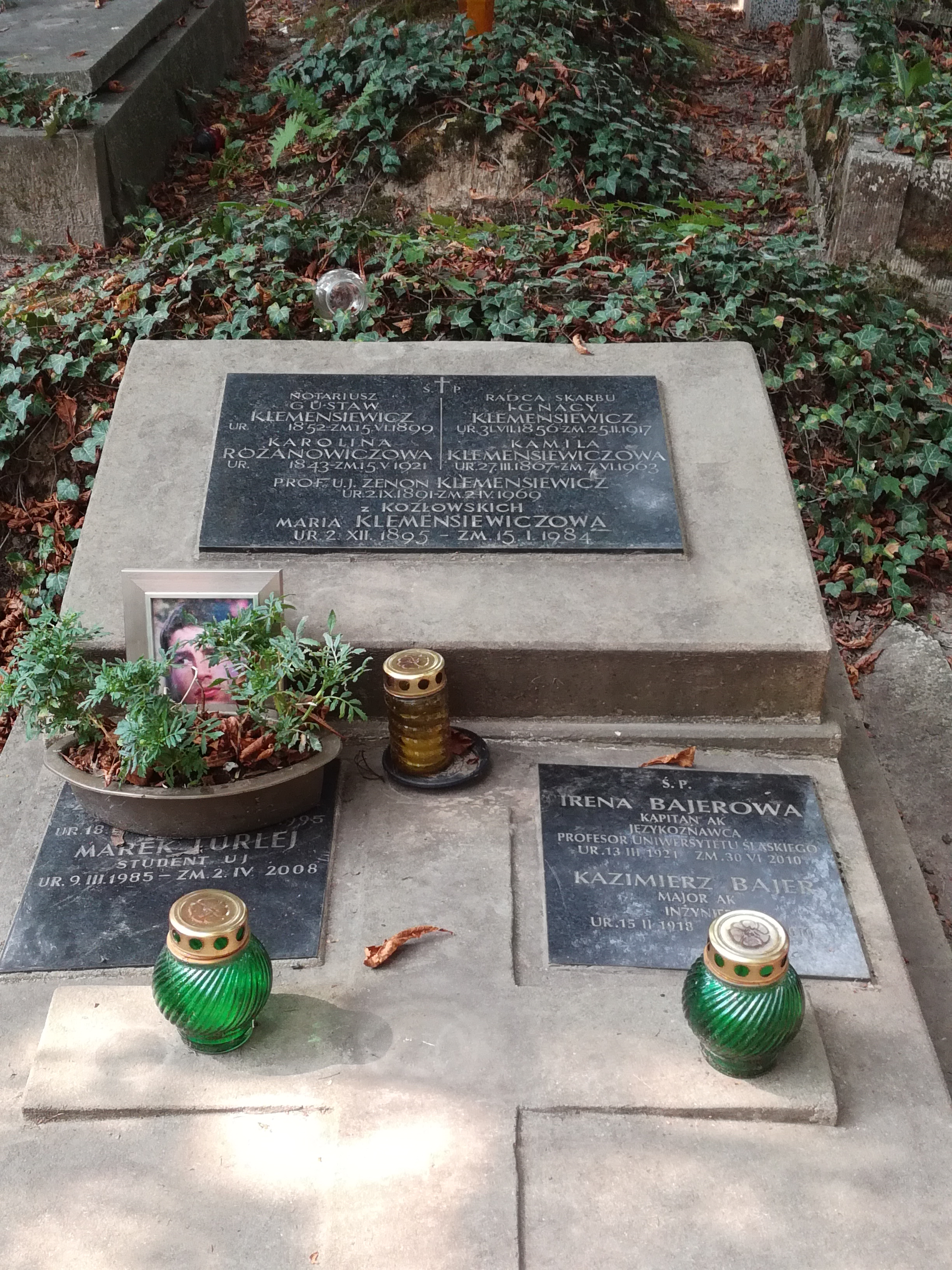
Grób prof. Zenona Klemensiewicza i prof. Ireny Bajer na cmentarzu Rakowickim

## Kariera naukowa
Jego zainteresowania naukowe obejmowały gramatykę historyczną, gramatykę języka polskiego, dydaktykę języka polskiego. W 3-tomowej publikacji Historia języka polskiego (1961–1972) przedstawił szerokie opracowanie dziejów języka polskiego od czasów prasłowiańskich do 1939 roku. Prowadził badania porównawcze nad językiem poetyckim polskiego romantyzmu, modernizmu, pozytywizmu i dwudziestolecia międzywojennego. Dokonał nowego ujęcia wszystkich typów związków składniowych w języku polskim (Składnia opisowa współczesnej polszczyzny kulturalnej, 1937). Opracował wiele podręczników dla szkół powszechnych i średnich, współpracował z redakcjami Języka Polskiego, Słownika staropolskiego, Słownika języka A. Mickiewicza. Jako gimnazjalista, członek kółka literacko-artystycznego, przełożył na esperanto jedną z nowel Sienkiewicza (1908). W latach 30. był członkiem Komitetu Ortograficznego, zajmującego się reformą pisowni polskiej. Krótko przed śmiercią zainicjował telewizyjny cykl audycji poświęconych językowi polskiemu. Do grona jego uczniów należeli m.in. Walery i Krystyna Pisarkowie.
Dzieło naukowca kontynuowała jego córka, także językoznawca, profesor doktor habilitowany, członek Rady Języka Polskiego i Rady Naukowej Instytutu Języka Polskiego PAN, Irena Bajerowa.

## Dzieła
Ogłosił około 600 prac naukowych, m.in.:
- Dwa urywki z dziennika polonisty (1922)
- Jak uczyć języka ojczystego (1922)
- Język polski. Podręcznik do nauki o języku ojczystym (1926)
- Nauka gramatyki języka ojczystego za granicą (1927–1928)
- Szczątki niezłożonej odmiany przymiotników w staropolszczyźnie (1927)
- Cel nauczania gramatyki języka ojczystego w szkole (1928)
- Dydaktyka nauki o języku ojczystym (1929)
- Podstawowe zagadnienia zamierzonej reformy ortograficznej (1935)
- Walka o ortografię (1935)
- Gramatyka współczesnej polszczyzny kulturalnej w zarysie (1939)
- Jak charakteryzować język osobniczy (1946)
- Poprawność i pedagogika językowa (1947)
- Skupienia czyli syntetyczne grupy wyrazowe (1948)
- Jak żyła polszczyzna do końca XVI wieku (1949)
- Problematyka składniowej interpretacji stylu (1951)
- Podstawowe wiadomości z gramatyki języka polskiego (1952)
- O różnych odmianach współczesnej polszczyzny (1953)
- Zarys składni polskiej (1953)
- Bibliografia ekslibrisu polskiego (1954)
- Gramatyka historyczna języka polskiego (1955, z Tadeuszem Lehrem-Spławińskim i Stanisławem Urbańczykiem)
- Historia języka polskiego (1961)
- W kręgu języka literackiego i artystycznego (1961)
- Znaczenie realne i etymologiczne (1962)
- Usługowa funkcja języka (1966)
- Ze studiów nad językiem i stylem (1969)

## Upamiętnienie
W dniu 25 sierpnia 1972 r. utworzono Rezerwat na Policy im. prof. Zenona Klemensiewicza.
Od 25 października 1976 r. naukowiec jest patronem ulicy na terenie obecnej dzielnicy Bemowo w Warszawie.
Na Przełęczy Krowiarki znajduje się kamienna płyta upamiętniająca profesora.